# Кочетков, Василий Дмитриевич
Василий Дмитриевич Кочетков (1923, Спасск — 17 августа 1942 хутор Дубовой, Сиротинский район, Сталинградская область) — гвардии младший лейтенант, кавалер ордена Ленина, участник Сталинградской битвы, увековечен мемориальной плитой на Большой братской могиле мемориального комплекса «Героям Сталинградской битвы». Член ВЛКСМ с 1941 (комсомольский билет № 10924195).

## До Войны
После окончания школы работал корректором в редакции районной газеты

## Участие в Сталинградской битве

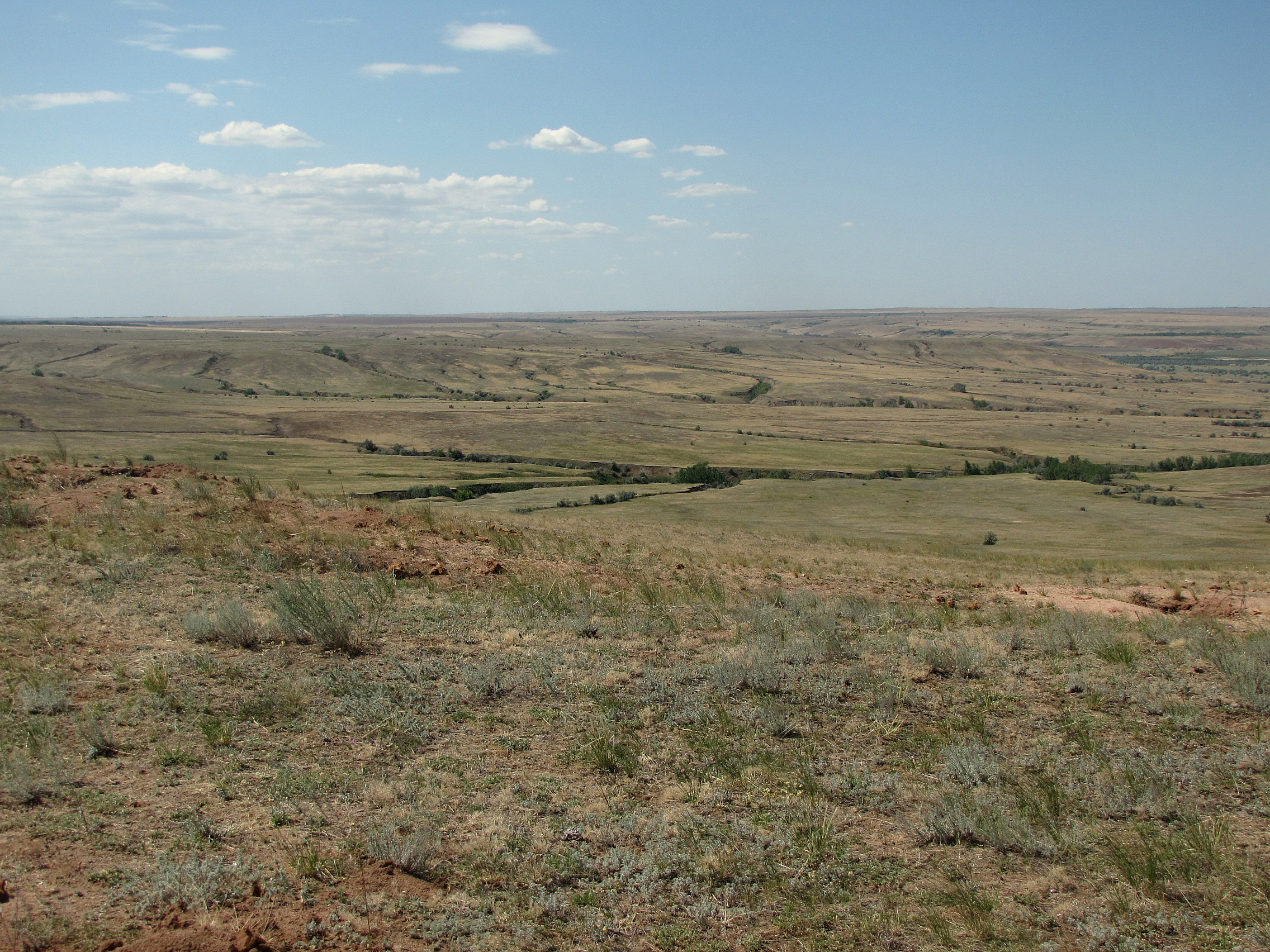
Вид с высоты 180,9. Остатки окопов

Василий Дмитриевич Кочетков в составе 40-й гвардейской стрелковой дивизии принимал участие в Сталинградской битве с 12 августа 1942 года в полосе обороны 1-й гвардейской армии. Дивизия была сформирована на базе 6-го воздушно-десантного корпуса. 15 августа, после двухсуточного марша взвод младшего лейтенанта Кочеткова занял оборону на высоте 180,9 близ станицы Сиротинской, где наблюдалось большое скопление пехоты противника с поддержкой танков. Позиции взвода были неоднократно атакованы превосходящими силами противника.
Командир взвода младший лейтенант Василий Кочетков обратился к своим товарищам с такими словами:

Вы помните панфиловцев. 28 героев-гвардейцев не отступили перед полсотней танков. Им не куда было отступать — позади них была Москва. Нам также некуда отступать — позади нас Сталин.— 
В одном из боёв Василий Дмитриевич был тяжело ранен, но не ушёл с переднего края. Взвод Кочеткова под руководством командира несколько раз переходил в контратаки. Некоторые воины бросались с гранатами под немецкие танки. В одной из атак младший лейтенант Кочетков был смертельно ранен и погиб, но его подразделение не оставило своих позиций.
За время боёв с 15 по 18 августа на участке обороны взвода младшего лейтенанта Кочеткова враг потерял более двух рот пехоты и 6 танков.
После этого боя 6 бойцов взвода (включая Василия Дмитриевича) награждены орденом Ленина, 10 человек награждены орденом Красного Знамени. До 1958 года считалось, что все военнослужащие взвода младшего лейтенанта Кочеткова погибли. Однако впоследствии стало известно, что красноармейцы П. А. Бурдин и Г. А. Унжаков остались в живых.

## Награды
За проявленное мужество и героизм младший лейтенант Кочетков Василий Дмитриевич был представлен к званию Герой Советского Союза посмертно. Наградной лист был составлен командиром 111-го гвардейского стрелкового полка гвардии подполковником Семашко и военкомом того же полка гвардии батальонным комиссаром Ковтуном. Представление было поддержано командиром 40-й гвардейской дивизии гвардии генерал-майором Пастревичем и военкомом той же дивизии гвардии бригадным комиссаром Юматовым, а также командующим 21-й армии генерал-майором Даниловым и бригадным комиссаром Крайновым. Однако, приказом Донского фронта Василий Дмитриевич был награждён орденом Ленина.

## Память
Подвиг кочетковцев не остался незамеченным: о нём писали и центральные издания и региональные.
Вот что было напечатано 24 сентября 1942 года в одной из пензенских областных газет:

Кто бы ты ни был,— говорилось в передовой статье, — ты должен знать о бессмертном подвиге шестнадцати гвардейцев под Сталинградом. Его совершили во имя Родины шестнадцать патриотов, простых советских людей во главе со своим командиром — гвардии младшим лейтенантом Василием Кочетковым, комсомольцем, бывшим служащим г. Беднодемьяновска нашей Пензенской области. Мужественные защитники Сталинграда презрели смерть и ценой собственной жизни не пропустили на своем участке врага к Сталинграду. Честь им и вечная слава.
2 октября 1942 был издан приказ о награждении кочетковцев орденами, была выпущена пропагандистская брошюра «Кочетковцы». Фронтовая типография выпустила листовку с описанием подвига, в частях и подразделениях о подвиге рассказывали политработники и комсомольские активисты.

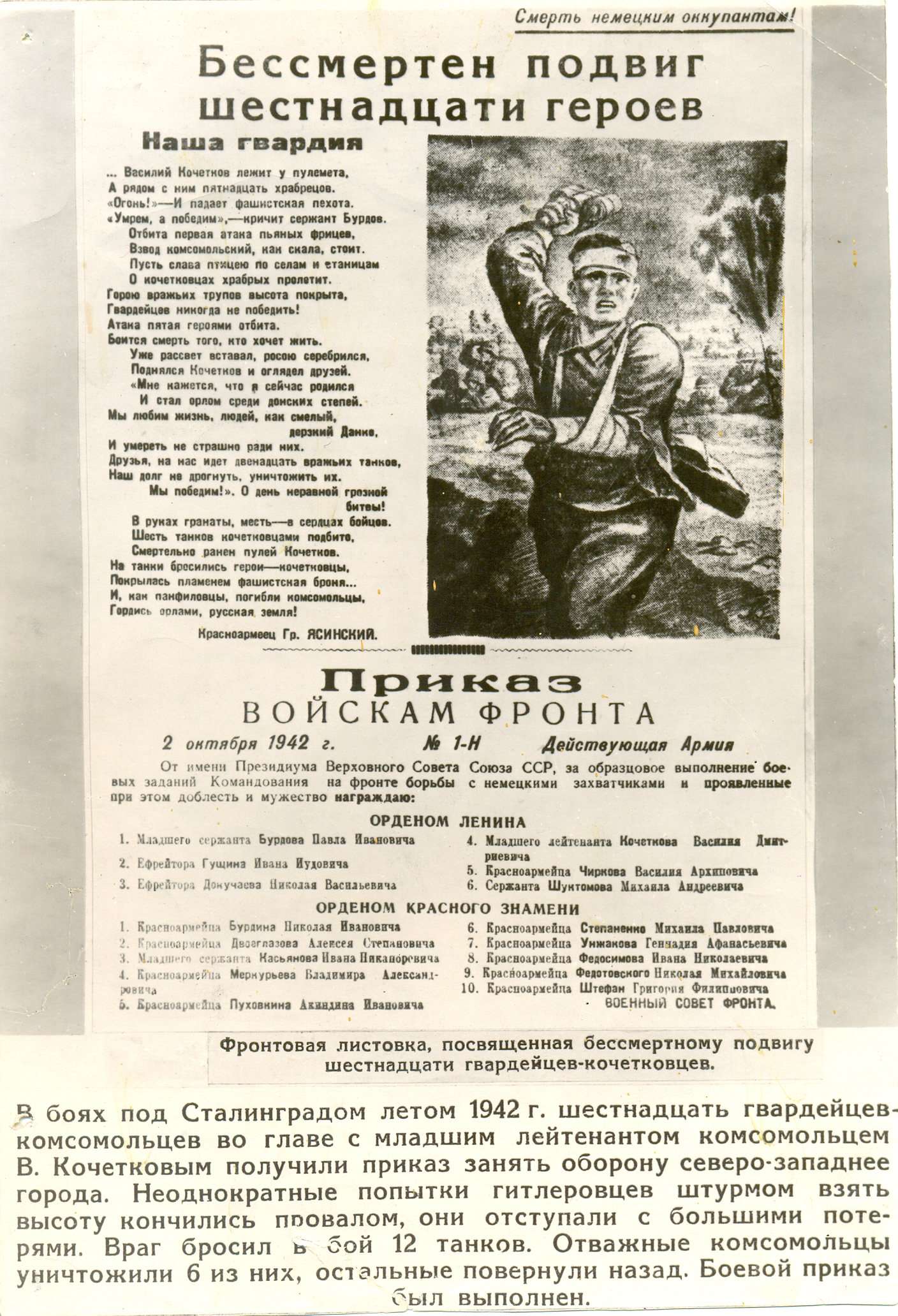
Фронтовая листовка со стихами Г. Ясинского и приказом о награждении героев-кочетковцев (из фондов Пензенского областного краеведческого музея)

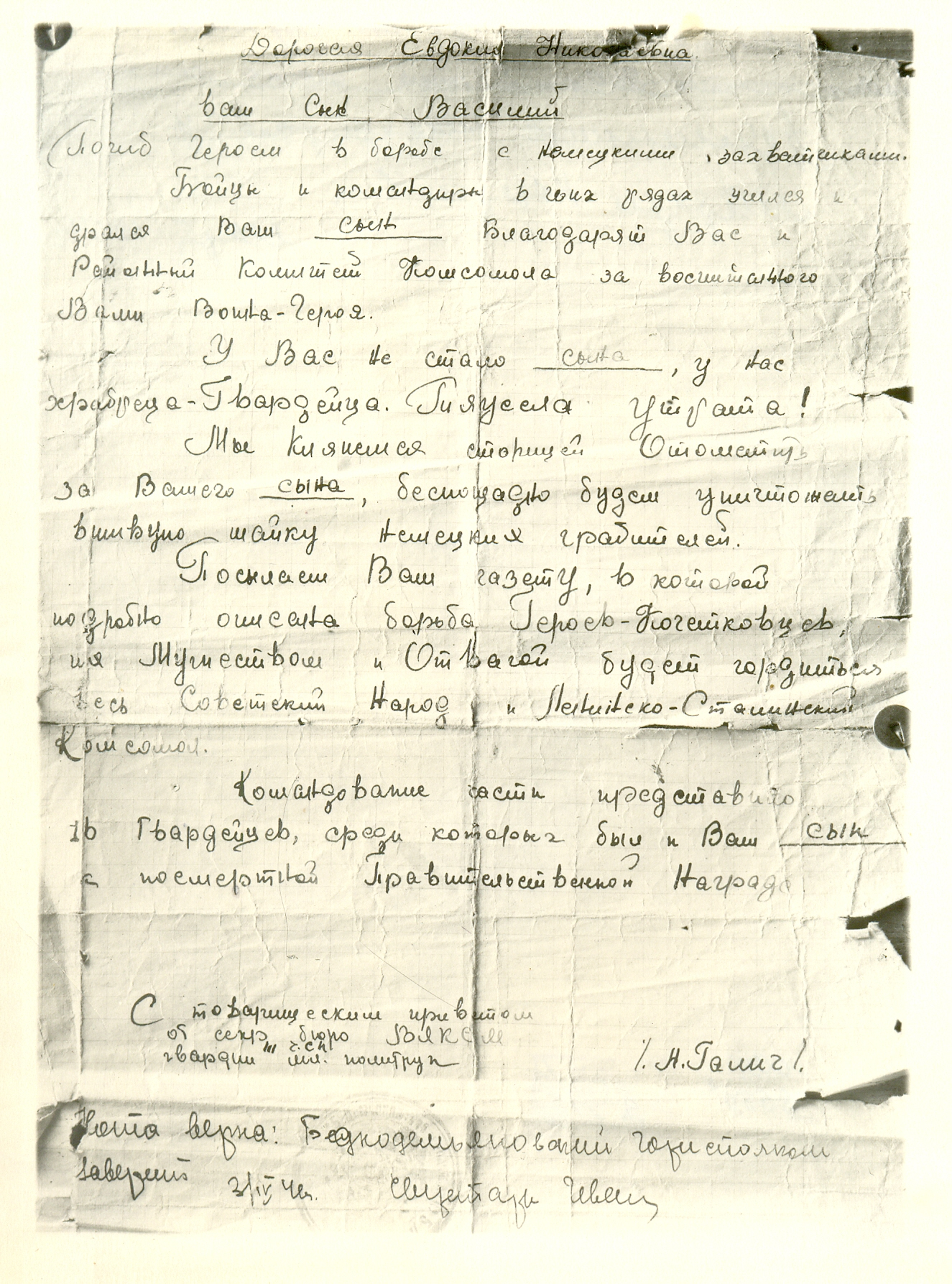
Письмо из части, где служил Василий Дмитриевич Кочетков, присланное его матери (из фондов Пензенского областного краеведческого музея)

Красноармеец Г. Ясинский написал стихи, которые были напечатаны в листовке:
На танки бросились герои-кочетковцы.

Покрылась пламенем фашистская броня...

И, как панфиловцы, погибли комсомольцы.

Гордись орлами, русская земля!
Г. И. Марченко написал картину «Подвиг кочетковцев», которая сейчас находится в музее обороны Сталинграда. В Пензенском краеведческом музее выставлена скульптура работы В. Ларцева. Поэт Серафим Попов посвятил подвигу кочетковцев «Сталинградскую балладу»

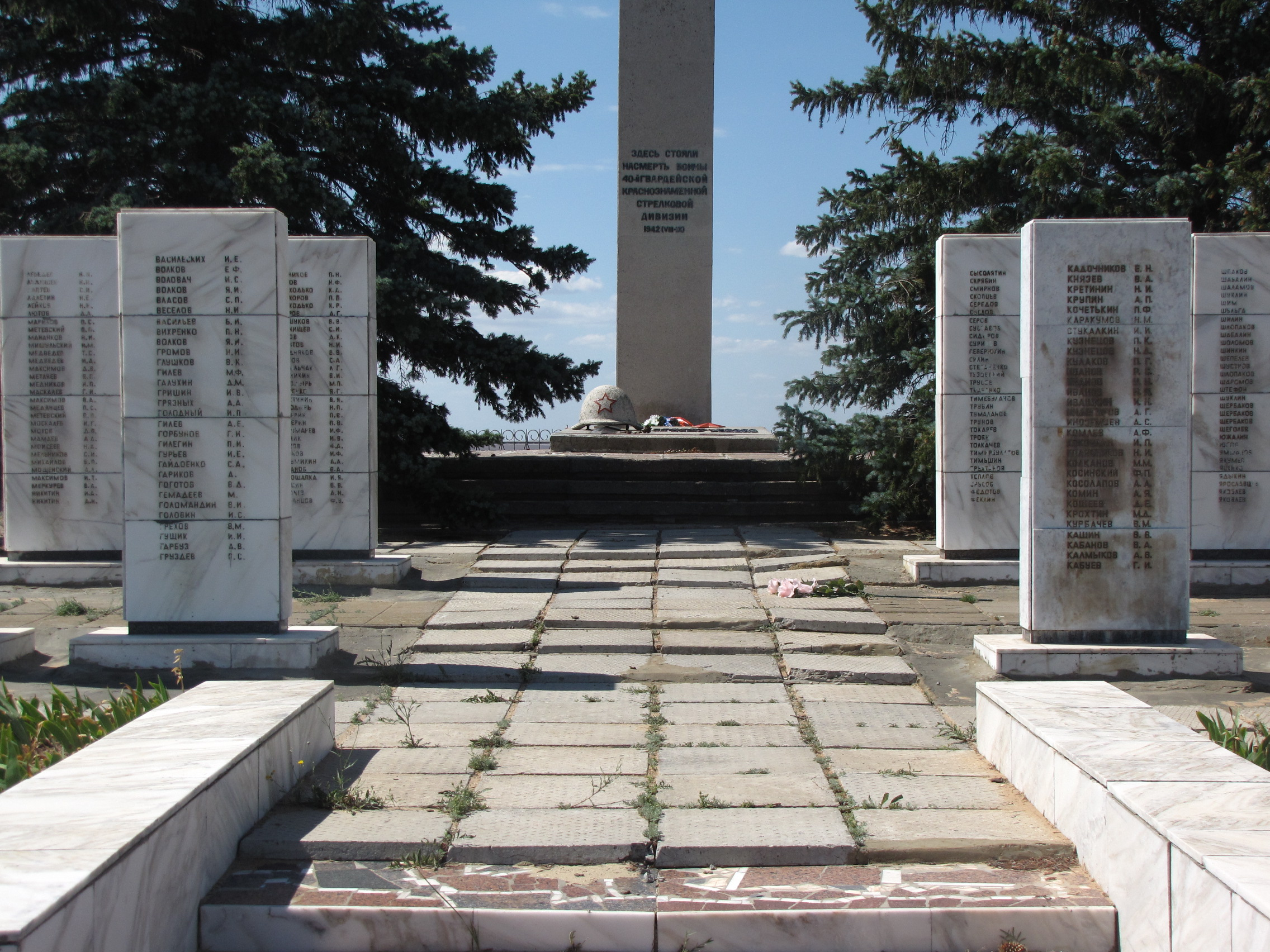
Мемориальный комплекс на высоте 180,9

Кочетковцы, как и сотни других бойцов 40-й стрелковой дивизии, похоронены на высоте 180,9. В 1969 году на братской могиле установлены монумент и памятная плита. На монументе высечено:

«Здесь стояли насмерть воины 40-й гвардейской краснознаменной стрелковой дивизии. 1942 год (VIII—IX)». Надпись на памятной плите гласит: «ВЕЧНАЯ СЛАВА ГВАРДЕЙЦАМ-КОЧЕТКОВЦАМ, ПАВШИМ В БОЯХ ЗА НАШУ РОДИНУ».
В 1972 году Волгоградское телевидение сделало передачу посвящённую 30-й годовщине подвига Кочетковцев. На эту передачу была приглашена мать Василия Дмитриевича Евдокия Николаевна Кочеткова. Она приехала с сыном и невесткой и рассказала телезрителям, что в войну она осталась одна с семью детьми. Василий Дмитриевич был старшим и осознавал своё старшинство, помогал по дому. После окончания 9-го класса он пошёл работать. «Для меня он всегда живой»— этими словами мать закончила своё выступление.
Евдокия Николаевна долгое время хранила письма сына, присланные с фронта. Она готова была передать их в Пензенский областной краеведческий музей, но, к сожалению, её квартиру обокрали и письма пропали
С Евдокией Николаевной держали переписку курсанты, с которыми Василий Дмитриевич учился, работники музеев, школьники. Много лет Евдокия Николаевна получала письма от полковника П. П. Толстоброва, который во время войны редактировал армейскую газету 40-й гвардейской дивизии, а после войны работал в воронежской областной газете.

Бюст на Аллее Героев в Спасске

Пензенский журналист Р. Енакаев много времени посвятил поиску документов о подвиге кочетковцев. Он опубликовал ряд статей о Василии Дмитриевиче Кочеткове, в которых сообщал читателям, что в кармане гимнастерки младшего лейтенанта Кочеткова нашли стихи из армейской газеты и недописанное письмо к матери. Учителя школы, в которой учился Василий Дмитриевич, вспоминали, что он и сам писал стихи и рассказы. Р. Енакаев разыскал и выжившего кочетковца П. А. Бурдина. Он был самым старшим во взводе (ему было 32 года) и опекал молодого командира. П. А. Бурдин дошёл до Берлина, после войны жил в Пермской области. П. А. Бурдин после войны четыре раза был на месте боя, переписывался с матерью Василия Дмитриевича, к которой неизменно обращался: «Здравствуй, милая мама!».
Именем Кочеткова в Спасске названа улица, на которой он жил, на Аллее Героев в городском парке Спасска установлен бюст Василия Кочеткова. Кроме этого, в честь Василия Дмитриевича названы улицы в Волгограде и Сиротинской.

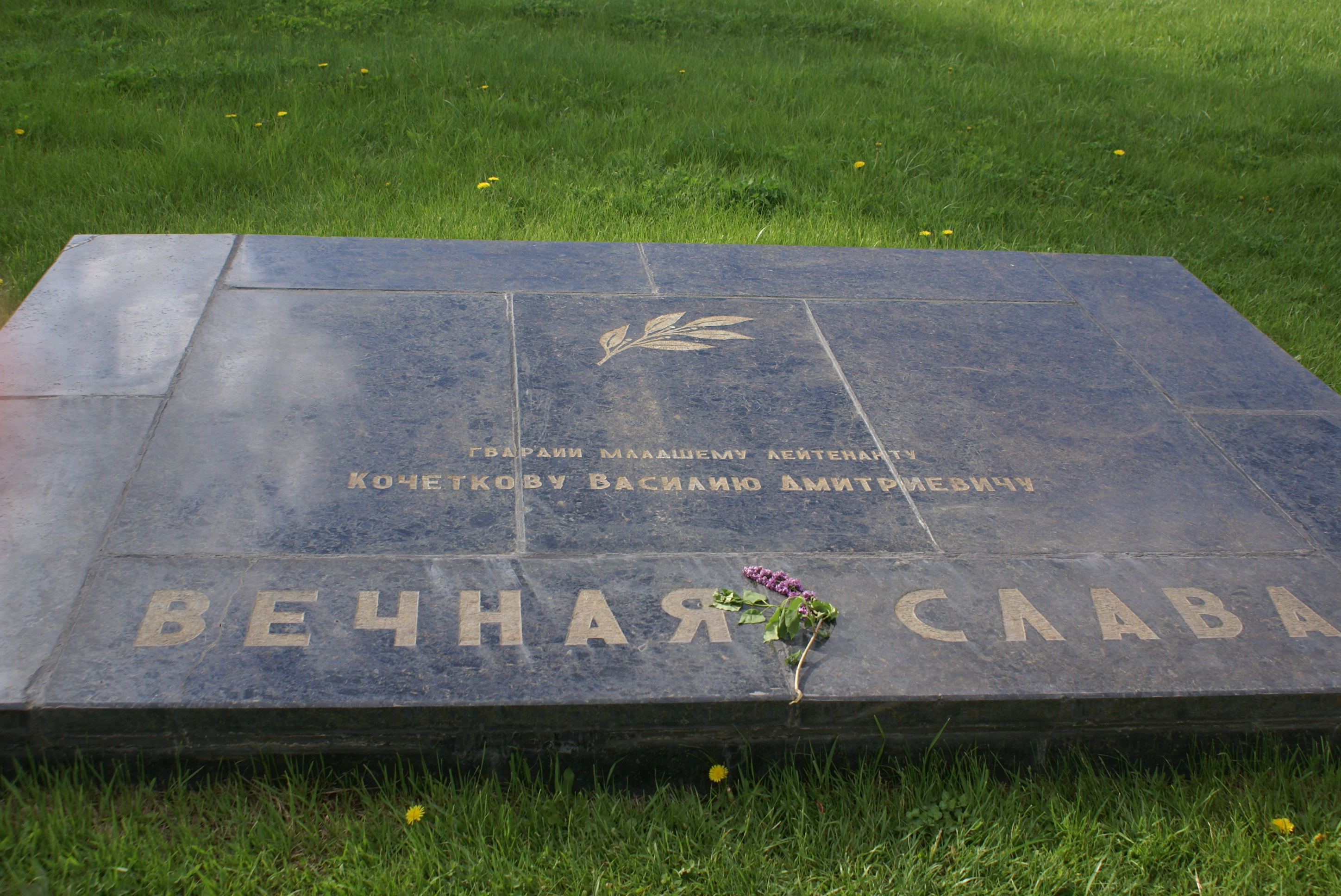
Мемориальная плита Василия Кочеткова на Большой братской могиле мемориального комплекса на Мамаевом кургане

Имя Василия Дмитриевича Кочеткова увековечено на одной из 37 мемориальных плит Большой братской могилы мемориального комплекса «Героям Сталинградской битвы» на Мамаевом кургане.

## «Кочетковцы»
представленные к званию Герой Советского Союза (посмертно) (1-й батальон 111-й гв. сп):
- командир взвода гв. мл. лейтенант Василий Дмитриевич Кочетков
- гв. красноармеец Бурдин Николай Иванович[11](1911—1942) стрелок
- гв. сержант Бурдов Павел Иванович[12](1909—1942) ком отделения
- гв. ефрейтор Гущин Иван Иудович (1922—1942) стрелок
- гв. красноармеец Двоеглазов Алексей Степанович[13] (1914—1942) стрелок
- Докучаев Николай Васильевич (1922—1942)
- Касьянов Иван Никанорович (1917—1942)
- гв. красноармеец Меркурьев Владимир Александрович[14](1922—1942) стрелок
- гв. красноармеец Пуховкин Акиндин Иванович (1922—1942) подрывник
- гв. красноармеец Степаненко Михаил Павлович (1922—1942) стрелок
- гв. красноармеец Унжаков Геннадий Афанасьевич стрелок
- гв. красноармеец Федосимов Николай Михайлович стрелок
- гв. красноармеец Федотовский Николай Михайлович стрелок
- гв. красноармеец Чирков Василий Архипович (1922—1942)
- гв. с-т Шуктомов Михаил Андреевич ком. отделения (1922—1942)
- гв. красноармеец Штефан Григорий Филиппович стрелок